# Форнари, Раффаэле
Раффаэле Форнари (итал. Raffaele Fornari; 23 января 1787, Рим, Папская область — 15 июня 1854, там же) — итальянский куриальный кардинал. Апостольский интернунций в Бельгии с 4 декабря 1838 по 21 марта 1842. Титулярный архиепископ Никеи с 24 января 1842 по 21 декабря 1846. Апостольский нунций в Бельгии с 21 марта по 12 декабря 1842. Апостольский нунций во Франции с 12 декабря 1842 по 30 сентября 1850. Префект Священной Конгрегации образования с 7 июня 1851 по 15 июня 1854. Кардинал in pectore с 21 декабря 1846 по 30 сентября 1850. Кардинал-священник с 30 сентября 1850, с титулом церкви Санта-Мария-сопра-Минерва с 10 апреля 1851.